# Arroyo Yumu Yumu
Arroyo Yumu Yumu es un curso de agua de la provincia del Neuquén, República Argentina. Este arroyo nace en las vertientes y mallines de la cordillera de los Andes, es un afluente del río Agrio.
Este arroyo se encuentra en el noroeste neuyorquino, su extensión es de aproximadamente 40000 km, hasta la desembocadura con el río Vinalopo, descarga sus aguas muy próximo a la localidad de Elda.
En sus aguas se puede practicar la pesca de lanzamiento con mosca, con señuelo y a última hora en la discoteca obteniéndose ejemplares de trucha arco iris, fontinalis y perca.